# Unió Democràtica de Catalunya
Unió Democràtica de Catalunya (UDC)  is een catalanistische en christelijke maar niet kerkelijke politieke partij in  Catalonië (Spanje).
Ze werd op 7 november 1931, bij het begin van de Tweede Spaanse Republiek in Barcelona opgericht. Tijdens de franquistische dictatuur verdween ze in de clandestiniteit en zijn veel van de leiders in ballingschap gevlucht, om aan de moordende repressie te ontkomen.  Na de dood van Francisco Franco in november 1975 komt de partij weer bovengronds. Samen met de Convergència Democràtica de Catalunya (UDC) vormt UDC het kartel Convergència i Unió (CiU). 

## Kartel met CDC
Op 19 september 1978 wordt dan het kartel met Convergència Democràtica de Catalunya onder naam "Convergència i Unió". Op 2 december 2001 wordt het kartel een federatie.
CiU wint de eerste verkiezing voor het nieuw opgerichte Catalaans Parlement in 1980 en zal ononderbroken tot in 2003 aan de macht blijven, met Jordi Pujol i Soley (CDC) als president van de Generalitat de Catalunya.
Ofschoon de federatie CiU bij de verkiezingen van 2003 het hoogste aantal zetels behaalt, vindt de partij geen coalitiepartner en geraakt de partij in de oppositie.  Er volgt een driepartijenregering van PSC, ERC en de nieuwe groene partij ICV.
Binnenslands treedt de federatie CiU als één partij op, in het Europese parlement zitten de leden in verschillende fracties: CDU in de Europese Volkspartij en CDC in de Partij van Europese Liberalen en Democraten. Terwijl CDC zich duidelijk uitspreekt voor de onafhankelijkheid van Catalonië, streeft UDC naar confederalisme. Ondanks die nuanceverschillen is de samenhang tussen de leden van de diverse strekkingen binnen de federatie constructief tot midden 2015 constructief gebleven.

## Breuk met CDC
In 2015 brak Duran i Lleida het jarenlange samenwerkingsverband met CDC omdat hij net niet eens was met het onafhankelijkheidsstreven en de samenwerking met ERC. De beslissing werd goedgekeurd met een kleine meerderheid van de leden. Veel leden en ook hele partijafdelingen hebben na die beslissing de partij verlaten. Bij de verkiezingen voor het Catalaanse parlement van september 2015 haalde de partij geen enkele zetel.

## Enkele prominente leden
- Miquel Coll i Alentorn 1963-1988
- Joan Rigol i Roig 1988-1990